# Fernando Rada
Fernando Xavier de Rada Briega (Madrid, España, 1965), más conocido como Fernando Rada, es un desarrollador de software y empresario español principalmente reconocido por ser el creador de varios videojuegos clásicos de la Edad de oro del software español. En su trayectoria profesional trabajó para Indescomp y Gaelco, fue cofundador de Made in Spain, Zigurat y Wildbit Studios y actualmente es Director de Interfaces Avanzados en la multinacional Sngular.

## Biografía

### Formación
Rada se inició en la programación durante sus estudios de Bachillerato en el Instituto Herrera Oria de Madrid, que fue de los primeros centros educativos españoles en contar con ordenadores en sus aulas para el uso de los estudiantes. Rada simultaneó su vocación como programador con sus estudios y obtuvo su licenciatura en Ciencias Físicas en la Universidad Autónoma de Madrid en el año 2003.
En 2020 obtuvo el Doctorado en Economía y Empresa por la UNED con una Tesis sobre el modelo de negocio Free-to-play en videojuegos.

### Indescomp, Zigurat y Made in Spain
Rada comenzó a desarrollar software en BASIC, pasando rápidamente a trabajar en lenguaje ensamblador para ordenadores de 8 bits basados en el procesador Zilog Z80.
En el año 1982 pasó a formar parte del equipo de Indescomp para desarrollar, adaptar y traducir software de cara a la llegada a España del Sinclair ZX Spectrum. En el año 1983, junto con sus compañeros de Indescomp Carlos Granados, Camilo Cela y Paco Menéndez formó un equipo de creación de videojuegos al que llamaron Made in Spain. Ese equipo, todavía ligado a Indescomp, fue el que desarrolló el popular videojuego Fred.
Rada y sus compañeros decidieron desligarse de Indescomp para continuar de forma independiente como Made in Spain. En esta etapa, Rada participó como desarrollador de otros videojuegos como el clásico Sir Fred, El Misterio del Nilo o París-Dakar.
En el año 1987, Rada cofundó la compañía Zigurat con la que además de seguir distribuyendo los videojuegos desarrollados por Made in Spain, comercializaban videojuegos desarrollados por otros estudios.

### Gaelco
Al llegar la decadencia de los ordenadores de ocho bits, Rada y parte del equipo de Made in Spain y Zigurat comenzaron a trabajar en el desarrollo de máquinas recreativas a través de la empresa Gaelco. En esta etapa su mayor logro fue el desarrollo de World Rally, una de las primeras máquinas recreativas españolas, y un gran éxito en muchos mercados internacionales.

### Wildbit Studios y Sngular
Rada ha continuado siempre ligado al desarrollo de software y al mundo del videojuego. Tras su etapa en Gaelco y cierre de Zigurat fundó Wildbit Studios, compañía en la que lideró la creación de videojuegos para móviles y consolas. En este periodo Rada creó junto a Ángel Alda Coolpaintr VR, un videojuego y plataforma creativa para Playstation VR
Desde 2018 Rada es Director de Interfaces Avanzados en la multinacional española Sngular.